# Pozzaglio ed Uniti
Pozzaglio ed Uniti (lombardul: Pozzaj, cremonai nyelvjárásban: Pusài) település Olaszországban, Lombardia régióban, Cremona megyében. Lakosainak száma 1428 fő (2023. január 1.). Pozzaglio ed Uniti Casalbuttano ed Uniti, Castelverde, Olmeneta, Persico Dosimo, Robecco d’Oglio és Corte de’ Frati községekkel határos.

## Népesség
A település lakossága az elmúlt években az alábbi módon változott:
| Lakosok száma | 1471 | 1473 | 1457 | 1428 |
|               | 2013 | 2017 | 2018 | 2023 |